# 生姜湯

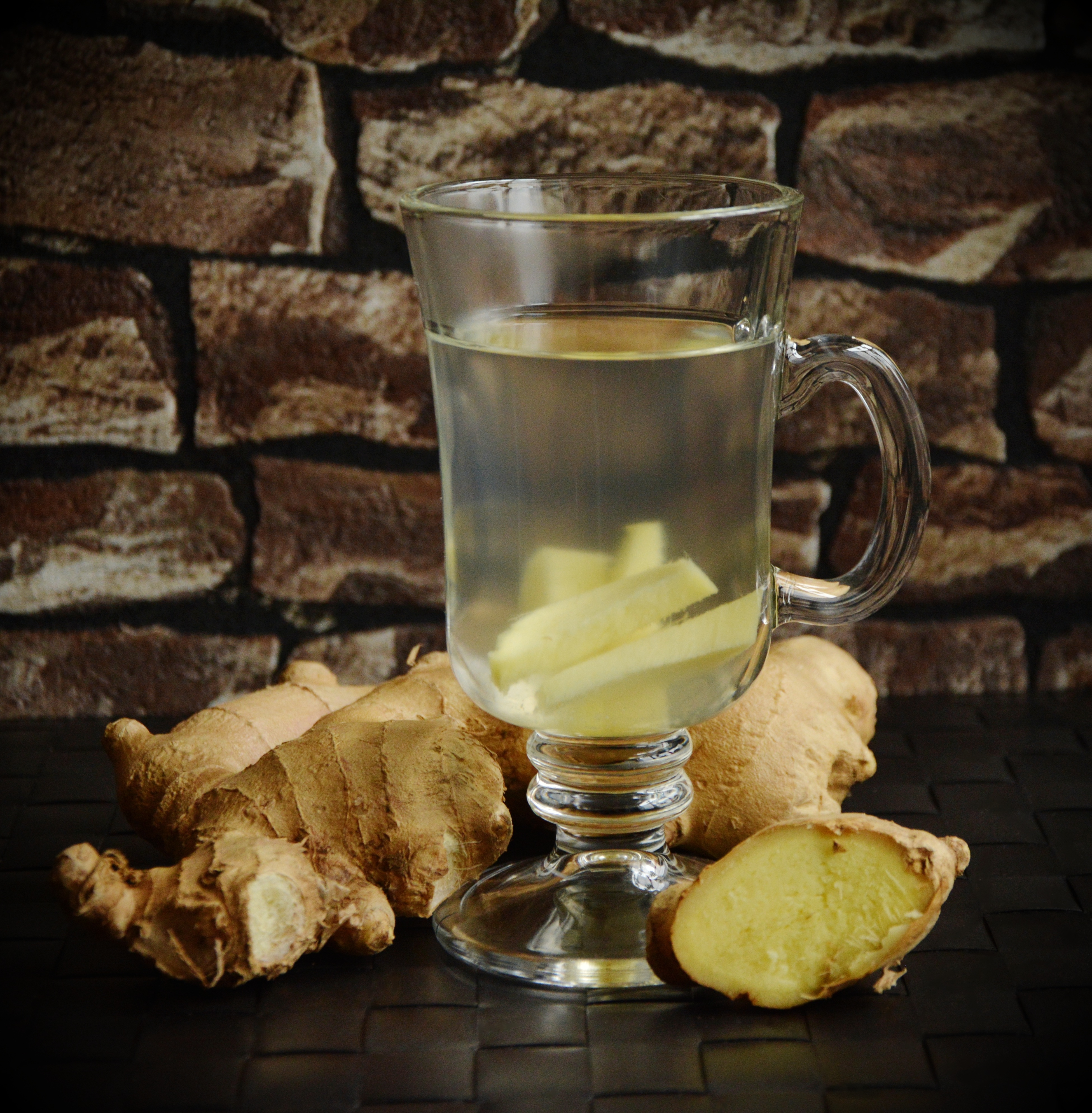
生姜湯

生姜湯（しょうがゆ）とは、生姜を用いた飲料の総称。また、生姜の成分を用いた風呂。

## 飲用
生姜をお湯や煎茶などに溶き（醤油などで味を調えることもある）飲用に供する。
加える調味料の比率や数は、製造会社または、個々の家庭において違いがあり、企業の味から家庭の味まで様々である。片栗粉等でとろみを付け保温性を高めることもある。冬季における必要摂取カロリーの確保に一役買っている。
生姜湯の派生飲料も多々あり、生姜に加え夏蜜柑、レモン等の柑橘類を使用した飲料も発売されている。

## 浴用
細く刻んだ生姜を布袋に入れて浴用とする。